# U-18
O Unterseeboot 18 foi um U-Boot da Kriegsmarine que serviu durante a Segunda Guerra Mundial.
O submarino afundou no dia 20 de Novembro de 1936 às 09:54 na Baia de Lübeck após colidir com o T 156, falecendo neste acidente 8 de seus tripulantes e os outros 12 conseguiram sobreviver. O submarino foi relançado no dia 28 de Novembro de 1936 e entrou em serviço novamente no dia 30 de Setembro de 1937.
Foi novamente afundado no período pós-guerra pelo submarino soviético M-120 no dia 26 de Maio de 1947 em Sevastopol.

## Comandantes
| Comandante                                 | Data                                            |
| ------------------------------------------ | ----------------------------------------------- |
| Hans Pauckstadt                            | 4 de Janeiro de 1936 - 20 de Novembro de 1936   |
| Kptlt. Heinz Beduhn                        | 30 de Setembro de 1937 - 31 de Outubro de 1937  |
| Kptlt. Max-Hermann Bauer                   | 1 de Novembro de 1937 - 24 de Novembro de 1939  |
| Oblt. Ernst Mengersen                      | 24 de Novembro de 1939 - 2 de Setembro de 1940  |
| Kptlt. Hans-Heinz Linder                   | 3 de Setembro de 1940 - 17 de Dezembro de 1940  |
| Kptlt. Ernst Vogelsang                     | 18 de Dezembro de 1940 - 6 de Maio de 1941      |
| Oblt. Hans-Achim von Rosenberg-Gruszcynski | 7 de Maio de 1941 - 31 de Maio de 1942          |
| Friedrich-Wilhelm Wissmann                 | 1 de Junho de 1942 - 18 de Agosto de 1942       |
| Oblt. Karl Fleige                          | 3 de Dezembro de 1942 - 25 de Agosto de 1944    |
| Oblt. Hans-Jürgen Bartsch                  | 2 de Maio de 1944 - 25 de Maio de 1944          |
| Oblt. Rudolf Arendt                        | 25 de Maio de 1944 - 7 de Junho de 1944         |
| Oblt. Friedrich Baumgärtel                 | 22 de Dezembro de 1944 - 6 de Fevereiro de 1945 |

## Carreira

### Subordinação
| 4 de Janeiro de 1936 - 20 de Novembro de 1936  | 1. Unterseebootsflottille  |
| 30 de Setembro de 1937 - 1 de Novembro de 1939 | 3. Unterseebootsflottille  |
| 1 de Novembro de 1939 - 1 de Março de 1940     | U-Ausbildungsflottille     |
| 1 de Abril de 1940 - 1 de Junho de 1940        | 1. U-Ausbildungsflottille  |
| 1 de Julho de 1940 - 17 de Dezembro de 1940    | 24. Unterseebootsflottille |
| 6 de Maio de 1943 - 25 de Agosto de 1944       | 30. Unterseebootsflottille |

### Patrulhas
|       | Comandante               | Partida     | Partida       | Chegada     | Chegada       | Dias     | Toneladas |
| ----- | ------------------------ | ----------- | ------------- | ----------- | ------------- | -------- | --------- |
| 1     | Kptlt. Max-Hermann Bauer | 30 Ago 1939 | Memel         | 7 Set 1939  | Swinemünde    | 9 dias   |           |
|       | Kptlt. Max-Hermann Bauer | 8 Set 1939  | Swinemünde    | 8 Set 1939  | Kiel          | 1 dia    |           |
| 2     | Kptlt. Max-Hermann Bauer | 14 Set 1939 | Kiel          | 24 Set 1939 | Kiel          | 11 dias  |           |
| 3     | Kptlt. Max-Hermann Bauer | 2 Out 1939  | Kiel          | 19 Out 1939 | Kiel          | 18 dias  |           |
| 4     | Kptlt. Max-Hermann Bauer | 15 Nov 1939 | Kiel          | 23 Nov 1939 | Kiel          | 9 dias   | 500       |
| 5     | Oblt. Ernst Mengersen    | 18 Jan 1940 | Kiel          | 26 Jan 1940 | Wilhelmshaven | 9 dias   | 1,000     |
| 6     | Oblt. Ernst Mengersen    | 11 Fev 1940 | Wilhelmshaven | 24 Fev 1940 | Wilhelmshaven | 14 dias  |           |
|       | Oblt. Ernst Mengersen    | 27 Fev 1940 | Wilhelmshaven | 28 Fev 1940 | Kiel          | 2 dias   |           |
| 7     | Oblt. Karl Fleige        | 26 Mai 1943 | Konstanza     | 9 Jun 1943  | Konstanza     | 15 dias  |           |
| 8     | Oblt. Karl Fleige        | 16 Jun 1943 | Konstanza     | 29 Jun 1943 | Sevastopol    | 14 dias  |           |
| 8     | Oblt. Karl Fleige        | 3 Jul 1943  | Sevastopol    | 22 Jul 1943 | Konstanza     | 20 dias  |           |
| 9     | Oblt. Karl Fleige        | 21 Ago 1943 | Konstanza     | 24 Set 1943 | Konstanza     | 35 dias  | 456       |
| 10    | Oblt. Karl Fleige        | 27 Out 1943 | Konstanza     | 24 Nov 1943 | Konstanza     | 29 dias  | 7,745     |
| 11    | Oblt. Karl Fleige        | 29 Jan 1944 | Konstanza     | 29 Fev 1944 | Konstanza     | 32 dias  |           |
| 12    | Oblt. Karl Fleige        | 25 Mar 1944 | Konstanza     | 27 Abr 1944 | Konstanza     | 34 dias  |           |
| 13    | Oblt. Rudolf Arendt      | 25 Mai 1944 | Konstanza     | 7 Jun 1944  | Konstanza     | 14 dias  |           |
| 14    | Oblt. Karl Fleige        | 24 Jul 1944 | Konstanza     | 16 Ago 1944 | Konstanza     | 24 dias  |           |
| Total | Total                    | Total       | Total         | Total       | Total         | 287 dias | 9 701 t   |

### Navios atacados peloU-18
- 2 navios afundados num total de 1 500 GRT[1]
- 1 navio de guerra auxiliar danificado totalizando 400 GRT
- 1 navio danificado totalizando 7 745 GRT
- 1 navio de guerra afundado totalizando 56 toneladas

| Data        | Comandante        | Nome da Embarcação        | Toneladas | Nacionalidade              |
| ----------- | ----------------- | ------------------------- | --------- | -------------------------- |
| 18 Nov 1939 | Max-Hermann Bauer | Parkhill                  | 500       | Reino Unido                |
| 23 Jan 1940 | Ernst Mengersen   | Bisp                      | 1 000     | Noruega                    |
| 29 Ago 1943 | Karl Fleige       | TSC-11 Dzhalita           | 400       | Marinha da União Soviética |
| 30 Ago 1943 | Karl Fleige       | SKA-0132 (danificado)     | 56        | Marinha da União Soviética |
| 18 Nov 1943 | Karl Fleige       | Josif Stalin (danificado) | 7 745     | Rússia                     |
| Total       | Total             | Total                     | 9 701 t   |                            |